# Crystal Chappell
Pour les articles homonymes, voir Chappell (homonymie).
Crystal Chappell, née le 4 août 1965 à Silver Spring, au Maryland, aux (États-Unis), est une actrice américaine.
En 1993, elle a gagné un Soap Opera Digest Award et deux Daytime Emmy Awards en 2002 et 2011.

## Biographie
Elle est mariée à l'acteur Michael Sabatino (en) avec qui elle a eu 2  fils Jacob Walker (né le 11 mai 2000) et Dylan Michael Sabatino (né le 2 septembre 2003).
Crystal a créé, écrit et produit Venice The Series pour lequel elle a reçu un Daytime Emmy Award en 2011.

## Filmographie
- 1984 : Santa Barbara (TV) : Jane Kingsley
- 1992 : One Stormy Night (TV) : Dr. Carly Manning
- 1993 : Night Sins (TV) : Dr. Carly Manning
- 1994 : Bigfoot: L'incroyable Aventure (en) : Samantha
- 1994 : Diagnostic : Meurtre (TV) : Eve Laurie
- 1995 : Lady in Waiting : Elizabeth Henley
- 1995 : Walker, Texas Ranger (TV) : Stacy
- 1995 : L'Homme à la Rolls (TV) : Marilyn Divine
- 1995-1997 : On ne vit qu'une fois (TV) : Maggie Carpenter
- 1994-1997 : Les Dessous de Palm Beach (TV) : Deborah Buchard
- 1998 : Pensacola (TV) : Lt. Cmd. Keaton
- 1998 : Poltergeist : Les Aventuriers du surnaturel (TV) : Jessica Lansing
- 1999-2009 : Haine et Passion (TV) : Olivia Spencer
- 1999-2011 : Des jours et des vies (TV) : Carly Manning
- 2017 : A Million Happy Nows : Lainey Allen
- 2009-2017 : Venice: The Series (en) (TV) : Gina Brogno